# Victor Deguise
Generalløjtnant Victor Deguise (født 22. december 1855 i Liège, død 18. marts 1925 i Ixelles) var en Belgisk general, som havde ansvaret for forsvaret af Antwerpen under 1. Verdenskrig.

## Karriere
Deguise gik ind i den belgiske hær i 1874 som løjtnant i ingeniørtropperne. I 1888 blev han udpeget til professor i fæstningsbyggeri ved det kongelige belgiske militærakademi. Mellem 1909 og 1911 var han chef for ingeniørtropperne i Bruxelles. Mellem 1911 og 1914 var han direktør for 3. direktør for 3. militærdistrikt i Belgien med ansvar for befæstninger.

### 1. Verdenskrig
Efter udbruddet af 1. verdenskrig var han militærguvernør i den vigtige by Antwerpen, som på dette tidspunkt var den 3. største havneby i Verden. Efter det tyske angreb på Belgien den 4. august 1914 fik han af kong Albert 1. af Belgien - den øverstkommanderende for hæren - ordre til at holde Antwerpen med alle midler.
Den belgiske hær trak sig tilbage til den nationale skanse den 20. august 1914, hvorfra den foretog to udfald ud af Antwerpen for at tvinge den tyske hær til at ansætte flere tropper til belejringen og for at genere fjendens kommunikationslinjer under slaget ved Marne. Den egentlige belejring af Antwerpen begyndte den 28. september, der der efter belejringen af Maubeuge var svært belejringsskyts til rådighed. Det lykkedes Deguise at modstå beslutsomme tyske angreb indtil begyndelsen af oktober, og muliggjorde således at betydelige belgiske og britiske styrke kunne undslippe til Nieuwpoort. Men da de svære tyske belejringskanoner (såsom Dicke Bertha) gjorde hans stilling umulig at holde, blev han tvunget til at overgive byen den 10. oktober 1914. Det lykkedes ham at undslippe til det ligeledes neutrale Holland, sammen med mange af sine tropper, hvor han var interneret indtil krigens slutning.